# Euodice
Euodice là một chi chim trong họ Estrildidae. Một số tác giả xếp chi này là một phân chi của chi Lonchura. Các loài trong chi này sinh sống ở những khu vực khô cằn của châu Phi và Ấn Độ. Các loài ở châu Phi và Ấnn Độ trước đây được xem là cùng một loài do thực tế chúng có thể giai phối. Chúng có phát sinh loài riêng biệt và tạo thành một nhánh cơ sở so với các họ hàng của chúng trong họ Chim di.

## Các loài
- Euodice cantans - phân bố ở châu Phi
- Euodice malabarica - phân bố ở Ấn Độ

## Hình ảnh

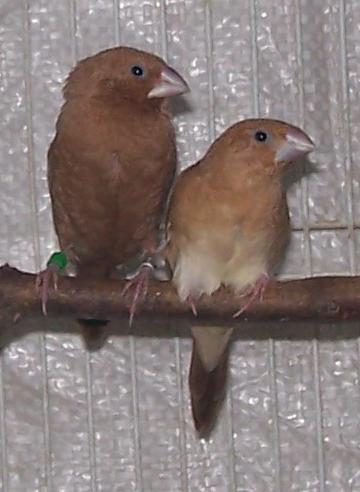
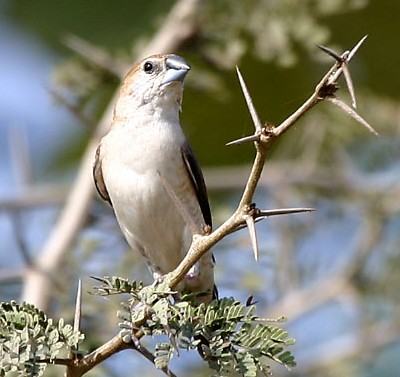
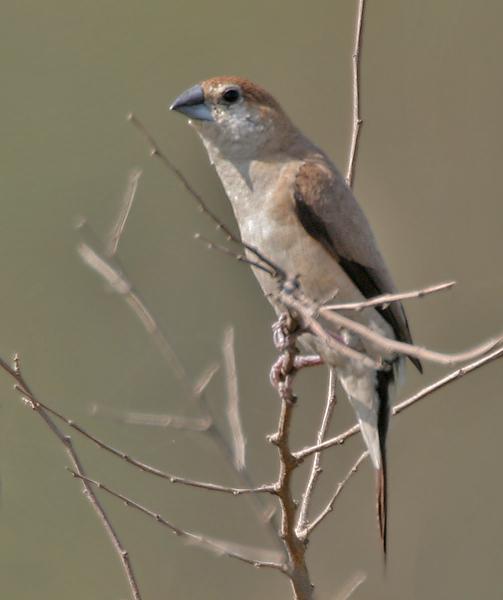